# Baureihe 646.1
De Baureihe 646.1 ook wel GelenkTriebWagen genoemd is een dieselelektrisch treinstel met lagevloerdeel voor het regionaal personenvervoer van de Usedomer Bäderbahn (UBB).

## Geschiedenis
Het treinstel werd ontworpen en voor een deel gebouwd door Stadler Rail. Het frame werd in licentie gebouwd door Bombardier

## Constructie en techniek
Het treinstel is opgebouwd uit een aluminium frame met een frontdeel van GVK. Het treinstel heeft een lagevloerdeel. Dit treinstel wordt aangedreven door een dieselmotor van MTU die een dynamo met twee elektromotoren aandrijft. Deze treinstellen kunnen tot drie stuks gecombineerd rijden. De treinstellen zijn uitgerust met luchtvering.

## Treindiensten
De treinen worden door de Usedomer Bäderbahn (UBB) ingezet op de trajecten:
- Zinnowitz - Peenemünde
- Wolgast Fähre - Świnoujście Centrum
- Züssow - Wolgast
- Velgast - Barth
- Züssow - Stralsund - Velgast